# Рабочая олимпиада
Рабочие олимпиады — международные спортивные соревнования, которые c целью развития спорта рабочих и других трудящихся организовывал Социалистический рабочий спортивный интернационал. Состоялись Рабочие олимпиады 1921 (неофициальная), 1925, 1931 и 1937 годов. В соревнованиях (летних и зимних) принимали участие спортсмены 14 стран Европы.

## История
Рабочие олимпиады проводились как альтернатива Олимпийским играм. Международный олимпийский комитет (МОК) подвергался критике за то, что в Олимпийских играх фактически участвовали только представители привилегированных классов. Кроме того, доминировавших в руководстве олимпийского движения аристократов обвиняли в отсутствии истинного олимпийского духа. Барон Пьер де Кубертен, основатель МОК, всегда выступал против участия женщин и считал, что белые европейцы культурно превосходят другие расы. Другие руководители олимпийского движения, граф Анри де Байе-Латур (президент МОК в 1925—1942) и Эйвери Брендедж (президент Олимпийского комитета США в 1928—1953, президент МОК в 1952—1972), были открытыми антисемитами и сотрудничали с нацистами. Напротив, Рабочие олимпиады были направлены против всех видов шовинизма, половой дискриминации, расизма и социальной исключительности. В отличие от Олимпийских игр, которые были основаны на соперничестве между нациями, Рабочие олимпиады подчёркивали интернационализм, дружбу, солидарность и мир.
1921
Первая неофициальная Рабочая олимпиада прошла через год в Праге (Чехословакия). МОК запретил странам, проигравшим в Первой мировой войне, участвовать в летних Олимпийских играх 1920 года (Германии даже в играх 1924 года), но Рабочие олимпиады были открыты и для «врагов». Команда Советской России, однако, не была допущена и на Рабочую олимпиаду. Стран-участниц было тринадцать.
1925

Плакат I Летней Рабочей Олимпиады во Франкфурте-на-Майне

С 31 января по 2 февраля в немецком местечке Шрайбенхау-Розенгевюре прошли I зимние игры Рабочей олимпиады.
I Рабочая олимпиада состоялась в 1925 во Франкфурте-на-Майне (Германия). Инициатором её проведения был ЛСИ, созданный в 1920. Участие в олимпиаде приняли спортсмены-рабочие из стран, где рабочее спортивное движение было организовано под руководством союзов и клубов, входивших в ЛСИ.
На I Рабочую олимпиаду не были допущены представители КСИ, образованного в 1921 в Москве, в который входили и спортивные организации СССР. На предложение КСИ провести объединённые игры ради единства рабочего спорта ЛСИ ответил отказом. Однако на состязания во Франкфурт представители КСИ прибыли без приглашения. Они привлекли к себе внимание высокой самоорганизацией и внешней привлекательностью даже Пьера де Кубертена.
1931

Плакат II Летней Рабочей Олимпиады в Вене

В 1929 году ЛСИ был преобразован в Социалистический рабочий спортивный интернационала (САСИ), который в 1931 организовал II Всемирную олимпиаду рабочих спортсменов, приурочив её к открытию съезда II Интернационала, демонстрируя своё единство с ним.
1936
В 1936 создан Международный комитет по организации борьбы против проведения Олимпийских игр в нацистской Германии. По инициативе КСИ Комитет принял решение о проведении в 1936 Всемирной народной олимпиады в Барселоне (Испания).
На Рабочую олимпиаду в Испанию прибыли несколько тысяч спортсменов из национальных организаций КСИ, САСИ и других рабочих спортивных союзов и клубов, но начавшийся в июле фашистский путч сделал невозможным проведение народной олимпиады. Часть приехавших на соревнования спортсменов из других стран добровольцами приняли участие в гражданской войне.
1937

Плакат III Летней Рабочей Олимпиады в Антверпене

III Всемирная олимпиада рабочих-спортсменов состоялась в 1937 году в Антверпене (Бельгия).
В этих масштабных соревнованиях приняли участие представители многих стран. Большая делегация на игры была направлена из СССР. Олимпиада в Антверпене стала последним крупным соревнованием рабочих-спортсменов перед Второй мировой войной.

## Летние и зимние Рабочие олимпиады
| Год  |               | Летняя Рабочая олимпиада |     | Зимняя Рабочая олимпиада |
| ---- | ------------- | ------------------------ | --- | ------------------------ |
| 1921 | неофициальная | Прага                    |     |                          |
| 1925 | I             | Франкфурт-на-Майне       | I   | Шрайбенхау               |
| 1931 | II            | Вена                     | II  | Мюрццушлаг               |
| 1937 | III           | Антверпен                | III | Янске-Лазне              |
| 1943 | IV            | Хельсинки                |     |                          |